# Beate Krist
Beate Krist (* 21. September 1980) ist eine deutsche Schauspielerin und Regisseurin.

## Leben
Nach ihrer Schauspielausbildung in Ulm feierte sie ihre ersten Erfolge auf Bühnen in ganz Deutschland. Beate Krist ist Tochter von Edith Krist (Bauingenieurin) und Helmut Krist (Chemieingenieur und Entwicklungshelfer). 2010 gab sie ihr Regiedebüt und gründete ihr eigenes Theaterensemble Theater 3D.
Der Film „Schattenstunde“, in dem sie die weibliche Hauptrolle spielte, wurde 2021 für den „first steps award“ nominiert. Beate Krist wurde darüber hinaus auf dem Filmfest München im Rahmen des Programms „Neues Deutsches Kino“ als beste Nachwuchsdarstellerin nominiert.

## Filmografie
- 2015: Verfehlung
- 2019: Danke tote Katze
- 2021: Schattenstunde
- 2022: Chaos und Stille
- 2023: Nix für die Ewigkeit

## Theater
- 2007: Brüderchen & Schwesterchen, Rolle: Schwesterchen (Hanauer Märchenfestspiele)
- 2007: Frühlings Erwachen, Rolle: Wendla (Neues Schauspiel Erfurt)
- 2007: Hänsel & Gretel, Rolle: Gretel (Stadttheater Landshut)
- 2009: Gott des Gemetzels, Rolle: Anette (Theaterlabor Darmstadt)
- 2009: Romeo und Julia, Rolle: Julia (Theater am Puls/Schwetzingen)
- 2009/2010: Alice, Rolle: Herzkönigin u. a. (Theater am Puls/Schwetzingen)
- 2011: Die Glasmenagerie, Rolle: Laura (Theater am Puls/Schwetzingen)
- 2014: Maria Stuart, Rolle: Maria Stuart (Theater am Puls/Schwetzingen)
- 2014: Der Kaufmann von Venedig, Rolle: Nerissa (Frankenfestspiele Röttingen)
- 2016: Hexenjagd, Rolle: Anne Putnam (Theater am Puls/Schwetzingen)
- 2017: Fressen, Performance (Raum (0))
- 2018: Hamlet, Rolle: Gertrud (Zetteltheater)
- 2019: Der Widerspenstigen Zähmung, Rolle: Witwe (Zetteltheater)
- 2020: Hamlet, Rolle: Gertrud (Theater am Puls/Schwetzingen)
- 2021: Applaus, Applaus - who cares?! (Theater 3D)
- 2022: Heinrich VIII (Zetteltheater)

## Regie
- 2014: Auf Kafkas Spuren (Theater)
- 2017: Shakespeares sämtliche Werke (leicht gekürzt) (Theater)
- 2018: #dichterliebe (Theater)
- 2020: Alice im Wunderland (Theater)
- 2021: Die freie Mittwochsgesellschaft (Performance)
- 2022: Ach wär ich doch!

## Preise/Auszeichnungen
- 2017: Publikumspreis „Kinderkulturkönig“ der Kinderkulturtage Wiesbaden für „Eine Woche voller Samstage“
- 2020: Jurypreis des MADE.Festival in Fulda für #dichterliebe
- 2021: Schattenstunde gewinnt den „first steps award“ in der Kategorie Abendfüllender Spielfilm
- 2021: Nominierung Förderpreis Neues Deutsches Kino beim Filmfest München für Schattenstunde in der Kategorie Beste Nachwuchs Schauspielerin